# Stéphanie Cohen-Aloro
Stéphanie Cohen-Aloro (* 18. März 1983 in Paris) ist eine ehemalige französische Tennisspielerin.

## Karriere
Cohen-Aloro begann im Alter von sechs Jahren Tennis zu spielen. Am 15. Oktober 2001 wechselte sie auf die Profitour der WTA. Ein Turniersieg wollte ihr auf der WTA Tour nicht gelingen. Sie gewann insgesamt sieben Einzel- und zwölf Doppeltitel auf dem ITF Women’s Circuit. Am 12. Februar 2011 beendete sie ihre Tenniskarriere.

## Turniersiege

### Einzel
| Nr. | Datum          | Turnier        | Kategorie      | Belag     | Finalgegnerin         | Ergebnis       |
| --- | -------------- | -------------- | -------------- | --------- | --------------------- | -------------- |
| 1.  | Dezember 2001  | Nonthaburi     | ITF $25.000    | Hartplatz | Marina Caiazzo        | 6:4, 7:5       |
| 2.  | Oktober 2002   | Cardiff        | ITF $25.000    | Hartplatz | Sandra Kleinová       | 6:1, 6:1       |
| 3.  | Dezember 2002  | Mount Gambier  | ITF $25.000    | Hartplatz | Melinda Czink         | 6:4, 6:2       |
| 4.  | Mai 2003       | Cagnes-sur-Mer | ITF $75.000    | Sand      | Julija Bejhelsymer    | 6:4, 6:3       |
| 5.  | April 2006     | Biarritz       | ITF $25.000    | Sand      | Mădălina Gojnea       | 6:71, 6:4, 6:4 |
| 6.  | April 2008     | Saint-Malo     | ITF $100.000+H | Sand      | Jelena Kostanić Tošić | 6:2, 7:5       |
| 7.  | September 2009 | Denain         | ITF $50.000    | Sand      | Xenija Perwak         | 6:3, 6:4       |

### Doppel
| Nr. | Datum          | Turnier             | Kategorie     | Belag             | Partnerin                   | Finalgegnerinnen                           | Ergebnis         |
| --- | -------------- | ------------------- | ------------- | ----------------- | --------------------------- | ------------------------------------------ | ---------------- |
| 1.  | September 2001 | Madrid              | ITF $10.000   | Sand              | Kildine Chevalier           | Sonia Delgado-Tardif Anna Floris           | 2:6, 6:2, 6:2    |
| 2.  | Mai 2002       | Cagnes-sur-Mer      | ITF $50.000   | Sand              | Dally Randriantefy          | Iveta Melzer Caroline Dhenin               | 6:2, 6:4         |
| 3.  | Juli 2004      | Vittel              | ITF $50.000   | Sand              | Séverine Beltrame           | Marija Golowisnina Maria Wolfbrandt        | 6:1, 6:3         |
| 4.  | September 2004 | Bordeaux            | ITF $75.000   | Sand              | Selima Sfar                 | Erica Krauth Jasmin Wöhr                   | 3:6, 6:3, 6:3    |
| 5.  | Oktober 2004   | Saint-Raphaël       | ITF $50.000   | Hartplatz (Halle) | Selima Sfar                 | Barbora Strýcová Galina Woskobojewa        | 7:63, 2:6, 6:4   |
| 6.  | November 2004  | Poitiers            | ITF $75.000   | Hartplatz         | Selima Sfar                 | Gabriela Navrátilová Michaela Paštiková    | 7:5, 6:4         |
| 7.  | April 2005     | Biarritz            | ITF $25.000   | Sand              | Selima Sfar                 | Timea Bacsinszky Aurélie Védy              | 6:2, 6:1         |
| 8.  | November 2005  | Deauville           | ITF $50.000   | Sand              | Selima Sfar                 | Aljona Bondarenko Kateryna Bondarenko      | 6:3, 6:1         |
| 9.  | Oktober 2006   | Joué-lès-Tours      | ITF $50.000   | Hartplatz         | María José Martínez Sánchez | Barbora Záhlavová-Strýcová Renata Voráčová | 7:5, 7:5         |
| 10. | Juli 2009      | Petange             | ITF $75.000   | Sand              | Selima Sfar                 | Darija Jurak Kathrin Wörle-Scheller        | 6:2, 3:6, [10:7] |
| 11. | Februar 2010   | Biberach an der Riß | ITF $50.000+H | Hartplatz         | Selima Sfar                 | Mona Barthel Carmen Klaschka               | 5:7, 6:1, [10:5] |
| 12. | Januar 2011    | Grenoble            | ITF $25.000   | Hartplatz         | Selima Sfar                 | Iryna Brémond Aurélie Védy                 | 6:1, 6:3         |

## Abschneiden bei Grand-Slam-Turnieren

### Einzel
| Turnier         | 2000 | 2001 | 2002 | 2003 | 2004 | 2005 | 2006 | 2007 | 2008 | 2009 | 2010 | Karriere |
| --------------- | ---- | ---- | ---- | ---- | ---- | ---- | ---- | ---- | ---- | ---- | ---- | -------- |
| Australian Open | —    | —    | —    | —    | 1    | 2    | —    | 1    | 1    | 2    | 1    | 2        |
| French Open     | 1    | —    | 1    | 2    | 1    | 1    | 1    | 3    | 2    | 1    | 2    | 3        |
| Wimbledon       | —    | —    | —    | 1    | 1    | —    | —    | —    | 1    | —    | —    | 1        |
| US Open         | —    | —    | —    | 2    | 1    | 1    | —    | 1    | 1    | —    | —    | 2        |

### Doppel
| Turnier         | 2002 | 2003 | 2004 | 2005 | 2006 | 2007 | 2008 | 2009 | 2010 | Karriere |
| --------------- | ---- | ---- | ---- | ---- | ---- | ---- | ---- | ---- | ---- | -------- |
| Australian Open | —    | —    | 1    | 1    | —    | —    | 1    | —    | —    | 1        |
| French Open     | 1    | 1    | 1    | 2    | 1    | 1    | 1    | 1    | 1    | 2        |
| Wimbledon       | —    | —    | —    | 2    | AF   | 1    | —    | —    | —    | AF       |
| US Open         | —    | 2    | 2    | 2    | 2    | 1    | —    | —    | —    | 2        |